# 강남군
강남군(江南郡)은 조선민주주의인민공화국 평양직할시에 있는 군이다. 면적은 약 160.3km2 이고 인구는 2008년 기준으로 69,279명이다. 남동쪽으로 송림시, 남서쪽으로 황주군, 동쪽으로 중화군, 북쪽으로 평양직할시 락랑구역과 접한다. 군내에는 협동농장과 소형 공업단지가 존재한다.

## 역사
- 1952년 12월 - 평안남도 중화군의 남곶면 일부와 양정면, 해압면, 신흥면, 당정면이 합병해 강남군이 신설되었다.
- 1963년 5월 - 평안남도로부터 분리되어 평양직할시의 일부가 되었다.
- 2010년 - 평양직할시에 분리되어 황해북도로 편입되었다.
- 2011년 - 황해북도에서 평양직할시로 재편입되었다.[2]

## 행정 구역
1읍 18리로 구성된다.
- 강남읍 (江南邑)
- 문암리 (文岩里)
- 고읍리 (古邑里)
- 동정리 (東井里)
- 룡교리 (龍橋里)
- 류포리 (柳浦里)
- 이산리 (二山里)
- 영진리 (英進里)
- 간천리 (間川里)
- 석호리 (石湖里)
- 룡곡리 (龍谷里)
- 신흥리 (新興里)
- 상암리 (上岩里)
- 룡포리 (龍浦里)
- 신정리 (新井里)
- 고천리 (古川里)
- 당곡리 (唐谷里)
- 장교리 (長橋里)
- 마정리 (馬井里)